# Aaron Gate
Aaron Gate (* 26. November 1990 in Auckland) ist ein neuseeländischer Radrennfahrer, der im Bahn- und Straßenradsport aktiv ist. Seine größten Erfolge erzielte er bislang auf der Bahn, wobei er Weltmeister im Omnium und Punktefahren wurde. Zudem holte er mit seinen Teamkollegen bei den Olympischen Spielen von London die Bronzemedaille in der Mannschaftsverfolgung. Weiters errang er insgesamt vier Medaillen bei den Commonwealth Games und wurde 17-Mal Ozeanischer Meister in zahlreichen Disziplinen des Radsports.

## Sportliche Laufbahn
Im Jahr 2006 wurde Aaron Gate gemeinsam mit Myron Simpson und Colin Black neuseeländischer Jugendmeister im Teamsprint. Zwei Jahre später errang er bei den Junioren-Bahnweltmeisterschaften in Kapstadt die Bronzemedaille in der Mannschaftsverfolgung. Mit 20 Jahren schaffte er den Sprung in den neuseeländischen Vierer und vertrat seine Heimat bei mehreren Bahnradsport-Veranstaltungen. Im Jahr 2011 wurde er in der Mannschaftsverfolgung erstmals Ozeanienmeister und gewann in derselben Disziplin den Lauf des Bahnrad-Weltcups 2011/2012 in Cali. Weiters war er nun auch bei internationalen Rennen des Straßenradsports aktiv und sicherte sich im Jahr 2011 die Nachwuchswertung des An Post Ras.
Zu Beginn der Saison 2012 gewann er die Abschlussetappe der New Zealand Cycle Classic, ehe er erstmals nationaler Meister im Scratch wurde. Im Februar ging er gemeinsam mit Sam Bewley, Westley Gough und Marc Ryan bei den Bahnradsport-Weltmeisterschaften von Melbourne an den Start, wobei der neuseeländische Vierer die Bronzemedaille holte. Im August nahm er an den Olympischen Spielen von London teil und gewann mit Sam Bewley, Marc Ryan und Jesse Sergent erneut die Bronzemedaille, wobei sich die neuseeländische Auswahl in einer Zeit von 3:55,952 min vor der russischen Mannschaft durchsetzte.
Sein bis dahin größter Erfolg folgte im Jahr 2013 als er in Minsk im Alter von 22 Jahren Bahnradsport-Weltmeister im Omnium wurde. Auf der Straße ging er nun für das UCI Continental Team An Post-Chain Reaction an den Start. Bei der belgischen Mannschaft konnte er jedoch bis ins Jahr 2016 nur drei Etappensiege feiern, die er alle beim An Post Ras holte. Dafür entschied er in den Jahren 2015 und 2016 die Punktewertung des irischen Etappenrennens für sich. Auf der Bahn gewann er in jenen Jahren fünf Titel bei den Ozeanien-Meisterschaften und wurde sechs Mal nationaler Meister in den unterschiedlichsten Disziplinen. Im Jahr 2014 holte er mit Pieter Bulling, Dylan Kennett und Marc Ryan die Bronzemedaille bei den Bahnradsport-Weltmeister von Cali, ehe er auch bei den Commonwealth Games 2014 in Glasgow die Bronzemedaille im Punktefahren errang. Bei den Olympischen Spielen von Rio de Janeiro verpasste er mit dem neuseeländischen Vierer eine weitere Medaille in der Mannschaftsverfolgung.
Im Jahr 2017 wechselte Aaron Gate im Alter von 26 Jahren zum irischen UCI Professional Continental Team Aqua Blue Sport, für das er im August sein Grand-Tour-Debüt bei der Vuelta a España gab. Er beendete die Rundfahrt dabei auf dem 140. Gesamtrang. Sein einziger Erfolg für die Mannschaft folgte im Jahr 2018, als er die Bergwertung der Österreich-Radrundfahrt für sich entschied. Obwohl sich sein Fokus in jenen Jahren vermehrt auf den Straßenradsport richtete, zeigte Aaron Gate weiterhin auf der Bahn auf und gewann im Jahr 2017 hinter dem Franzosen Benjamin Thomas die Silbermedaille im Omnium der Bahnradsport-Weltmeisterschaften. Weiters gewann er 2018 gemeinsam mit Campbell Stewart den Madison-Bewerb beim Bahnrad-Weltcup in Cambridge.
Nach der Einstellung des Team Aqua Blue Sport, wechselte Aaron Gate zum irischen UCI Continental Team EvoPro Racing. Nach einem Etappensieg entschied er die New Zealand Cycle Classic für sich, ehe er auf einem Abschnitt der Belgrade Banjaluka einen weiteren Saisonsieg auf der Straße feierte. Am Ende des Jahres gewann er im Bahnrad-Weltcup zwei Bewerbe.
Mit dem Jahr 2020 kehrte Aaron Gate im Alter von 29 Jahren nach Neuseeland zurück und fuhr dort für das UCI Continental Team Black Spoke Pro Cycling Academy (später Bolton Equities Black Spoke). In den Jahren 2020 und 2021 gewann er insgesamt drei Silbermedaillen bei den Bahnradsport-Weltmeisterschaften, die er in den Disziplinen Madison, Mannschaftsverfolgung und Omnium holte. Weiters wurde er in jenen Jahren fünf weitere Male nationaler Meister auf der Bahn. Im Jahr 2021 ging er bei der ersten Austragung der UCI Track Champions League an den Start und wurde zweimal Zweiter im Eliminator-Bewerb. Bei den Ozeanienmeisterschaften 2022 holte er vier Meistertitel auf der Bahn und gewann das Einzelzeitfahren auf der Straße, ehe er im selben Jahr vier Goldmedaillen bei den Commonwealth Games gewann. Dabei setzte er sich auf der Bahn in der Einerverfolgung, Mannschaftsverfolgung und dem Punktefahren durch und gewann das Straßenrennen im Sprint vor dem Südafrikaner Daryl Impey. Am Ende der Saison 2022 folgte eine weitere Bronzemedaille im Omnium der Bahnradsport-Weltmeisterschaften, ehe er im Jahr darauf Weltmeister in dieser Disziplin wurde.
Neben seinen Erfolgen auf der Bahn war Aaron Gate ab dem Jahr 2020 auch im Straßenradsport für die Bolton Equities Black Spoke-Mannschaft erfolgreich. Er gewann eine weitere Etappe der New Zealand Cycle Classic und setzte sich im Jahr 2021 beim neuseeländischen Eintagesrennen Gravel and Tar Classic durch, das über mehrere Schotterabschnitte führte. Im Jahr 2022 entschied er nach einem Etappensieg die Gesamtwertung der Tour of Hellas für sich, ehe er einen Abschnitt der Luxemburg-Rundfahrt gewann. Im Jahr 2023 folgte ein weiterer Etappensieg bei der Tour of Hellas. Weiters wurde er in den Jahren 2021 und 2023 neuseeländischer Meister im Einzelzeitfahren.
Für 2024 erhielt Gate einen Vertrag beim spanischen Team Burgos-BH. Bei seinem ersten Saisonrennen, der New Zealand Cycle Classic, gewann er im Trikot der neuseeländischen Nationalmannschaft vier der fünf Etappen und sicherte sich so den Gesamtsieg der Rundfahrt. Im Februar desselben Jahres wurde er neuseeländischer Meister im Straßenrennen und Ozeanienmeister im Zeitfahren. Hauptsächlich widmete er sich jedoch der Vorbereitung auf die Bahnradsport-Wettbewerbe bei den Olympischen Spielen und kam dort auf den vierten Platz im Madison und den fünften Platz im Omnium sowie in der Mannschaftsverfolgung.
Nach den Olympischen Spielen gewann Gate die Gesamtwertungen des Trans-Himalaya Cycling Race und der Tour of Hainan, ehe er für das Jahr 2025 einen Vertrag beim UCI WorldTeam XDS Astana erhielt. Nach seinem Saison-Debüt bei der Tour Down Under ging er beim Cadel Evans Great Ocean Road Race an den Start, wo er hinter Mauro Schmid den zweiten Platz belegte. Seinen ersten Sieg feierte er im April im Rahmen der Tour of Hainan, einem Rennen der UCI ProSeries.

## Ehrungen
- 2023: Sportler des Jahres von Neuseeland[6]

## Erfolge

### Bahn
2008
- Weltmeisterschaft (Junioren) – Mannschaftsverfolgung (mit Jason Christie, Ruaraidh McLeod und Michael Vink)

2009
- Ozeanienmeisterschaft – Mannschaftsverfolgung (mit Thomas Scully, Myron Simpson und Jason Christie)
- Ozeanienmeisterschaft – Madison (mit Myron Simpson)

2010
- Ozeanienmeisterschaft – Madison (mit Myron Simpson), Mannschaftsverfolgung (mit Thomas Scully, Myron Simpson und Jason Christie)
- Ozeanienmeisterschaft – Omnium

2011
- Ozeanienmeister – Mannschaftsverfolgung (mit Sam Bewley, Marc Ryan und Jesse Sergent)
- Ozeanienmeisterschaft – Punktefahren
- Weltcup in Cali – Mannschaftsverfolgung (mit Sam Bewley, Marc Ryan und Jesse Sergent)

2012
- Neuseeländischer Meister – Scratch
- Weltmeisterschaft – Mannschaftsverfolgung (mit Sam Bewley, Westley Gough und Marc Ryan)
- Olympische Sommerspiele – Mannschaftsverfolgung (mit Sam Bewley, Marc Ryan und Jesse Sergent)

2013
- Neuseeländischer Meister – Punktefahren, Scratch, Einzelverfolgung, Madison (mit Myron Simpson)
- Weltmeister – Omnium
- Ozeanienmeister 2014 – Mannschaftsverfolgung (mit Sam Bewley, Marc Ryan und Jesse Sergent)
- Ozeanienmeisterschaft 2014 – Omnium
- Ozeanienmeisterschaft 2014 – Madison (mit Myron Simpson)

2014
- Weltmeisterschaft – Mannschaftsverfolgung (mit Dylan Kennett, Pieter Bulling und Marc Ryan)
- Commonwealth Games – Punktefahren
- Ozeanienmeister 2015 – Punktefahren
- Ozeanienmeisterschaft 2015 – Mannschaftsverfolgung mit (Dylan Kennett, Pieter Bulling und Marc Ryan)
- Ozeanienmeisterschaft 2015 – Omnium

2015
- Neuseeländischer Meister – Omnium
- Ozeanienmeister 2016 – Punktefahren, Mannschaftsverfolgung (mit Hayden Roulston, Luke Mudgway und Nick Kergozou)
- Ozeanienmeisterschaft 2016 – Omnium

2016
- Neuseeländischer Meister – Punktefahren
- Ozeanienmeister 2017 – Omnium
- Ozeanienmeisterschaft 2017 – Punktefahren

2017
- Weltmeisterschaft – Omnium

2019
- Weltcup 2019/20 in Cambridge – Madison (mit Campbell Stewart)
- Weltcup 2018/19 in Cambridge – Madison (mit Campbell Stewart)
- Weltcup 2019/20 in Brisbane – Omnium

2020
- Neuseeländischer Meister – Omnium, Einerverfolgung, Madison (mit Campbell Stewart)
- Weltmeisterschaft – Madison (mit Campbell Stewart), Mannschaftsverfolgung (mit Campbell Stewart, Corbin Strong und Jordan Kerby)

2021
- Neuseeländischer Meister – Punktefahren, Einerverfolgung
- Weltmeisterschaft – Omnium

2022
- Ozeanienmeister – Omnium, Punktefahren, Scratch, Einerverfolgung
- Ozeanienmeisterschaft – Madison (mit Thomas Sexton)
- Commonwealth Games – Punktefahren, Einerverfolgung, Mannschaftsverfolgung (mit Campbell Stewart, Jordan Kerby, Nick Kergozou und Thomas Sexton)
- Weltmeisterschaft – Omnium

2023
- Weltmeister – Punktefahren
- Weltmeisterschaft – Madison (mit Campbell Stewart), Mannschaftsverfolgung (mit Campbell Stewart, Thomas Sexton und Nick Kergozou)

2024
- Nations Cup in Adelaide – Madison (mit Campbell Stewart)
- Ozeanienmeister – Einerverfolgung, Ausscheidungsfahren, Punktefahren, Omnium, Madison (mit Thomas Sexton)
- Neuseeländischer Meister – Mannschaftsverfolgung (mit Thomas Sexton, George Jackson und Keegan Hornblow)
- Nations Cup in Hongkong – Omnium, Madison (mit Campbell Stewart)

### Straße
2012
- eine Etappe New Zealand Cycle Classic

2015
- zwei Etappen An Post Rás

2016
- eine Etappe und Punktewertung An Post Rás

2018
- Bergwertung Österreich-Rundfahrt

2019
- Gesamtwertung und eine Etappe New Zealand Cycle Classic
- eine Etappe Belgrade-Banja Luka

2020
- eine Etappe New Zealand Cycle Classic

2021
- Gravel and Tar Classic
- Neuseeländischer Meister – Einzelzeitfahren

2022
- Ozeanienmeister – Einzelzeitfahren
- Gesamtwertung und eine Etappe Griechenland-Rundfahrt
- eine Etappe Luxemburg-Rundfahrt

2023
- Neuseeländischer Meister – Einzelzeitfahren
- eine Etappe Griechenland-Rundfahrt

2024
- Gesamtwertung und vier Etappen New Zealand Cycle Classic
- Neuseeländischer Meister – Straßenrennen
- Ozeanienmeister – Einzelzeitfahren
- Ozeanienmeister – Straßenrennen
- Gesamtwertung Trans-Himalaya Cycling Race
- Gesamtwertung, Punktewertung und zwei Etappen Tour of Hainan

2025
- eine Etappe Tour of Hainan
- Gesamtwertung und eine Etappe Boucles de la Mayenne

## Grand Tours-Platzierungen
| Grand Tour            | 2014 |
| --------------------- | ---- |
| Giro d’ItaliaGiro     | –    |
| Tour de FranceTour    | –    |
| Vuelta a EspañaVuelta | 140  |